# Marcus Claudius Marcellus (Konsul 51 v. Chr.)
Marcus Claudius Marcellus (* wohl 95 v. Chr.; † 45 v. Chr. in Piräus) war ein römischer Politiker der späten Republik und einer der Konsuln des Jahres 51 v. Chr.
Er war im Jahr 64 v. Chr. zusammen mit Marcus Porcius Cato Uticensis Quaestor urbanus. 
Als Gegner Gaius Iulius Caesars betrieb er während seines Konsulats dessen Abberufung aus der Statthalterschaft in Gallien. Nach Caesars Sieg im Bürgerkrieg lebte er zunächst in Mytilene auf Lesbos in der Verbannung. Cicero und weitere Senatoren wie Caesars Schwiegervater Lucius Calpurnius Piso und Marcellus’ Cousin Gaius Claudius Marcellus erreichten 46 v. Chr. seine Begnadigung. Als Caesar diese gewährte, hielt Cicero die erhaltene Dankesrede Pro Marcello (außerdem sind vier Briefe Ciceros an Marcellus und einer von diesem erhalten). Auf dem Weg nach Rom wurde Marcellus in Piräus ermordet.